# Serif Europe
Serif ou Serif Europe, est une société qui développe des logiciels sur les environnements macOS, IOS et Windows depuis 1987. Les logiciels qu'elle développe sont à destination des professionnels de la création. Elle fait donc directement concurrence à Adobe Systems et à Corel. Le 19 juin 2019, lors de la conférence Affinity Live , elle revendiquait deux millions d'utilisateurs.
L’entité « Serif Group Ltd » s’occupe également d’un site d’aide en questions et réponses intitulé CommunityPlus et également d’un site désormais fermé de cadeaux et gadgets appelé Gizoo,.

## Historique
Serif a été fondée en 1987 par une petite équipe de programmeurs dans le but de créer des alternatives économiques aux solutions de publication assistée par ordinateur (PAO) disponibles sur Windows,.
Le premier produit Serif à être publié est PageStar, un logiciel simple et bon marché de mise en page publicitaire pour Windows 2.0. L’offre a été élargie en 1990 par son successeur, PagePlus (originellement pour Windows 3.0) qui remporte le prix du meilleur logiciel aux Computer Shopper Awards 2014. Au cours des années suivantes, l’offre de la gamme « Plus » s’étoffe de nouveaux produits tels que DrawPlus (en) (1994), PhotoPlus (1999), WebPlus (2000) and MoviePlus (2003).
En 1996, Serif est rachetée par la société américaine Vizacom (anciennement connue sous Allegro New Media) ; cependant, la propriété revient à la haute direction de Serif en 2001,.
Le successeur de leur produit DrawPlus (en), Affinity Designer (un ensemble de dessin et de conception vectoriels), est lancé en 2014 pour macOS. C’est le premier produit pour macOS et il a été écrit à partir de zéro spécialement pour lui. Il a été suivi en 2015 par le deuxième produit Affinity (et successeur de PhotoPlus), Affinity Photo (un ensemble d’édition de photos et dessin bitmap).
En 2016, après la sortie d’Affinity Designer et d’Affinity Photo pour Windows, Serif arrête le développement des produits de la série « Plus » pour se consacrer exclusivement à la série des produits « Affinity ». Le support de ces produits hérités s’arrête en juillet 2022.
Affinity Publisher, successeur de PagePlus et troisième volet de la ligne de produits Affinity, sort en 2019. Il n’y a aucun projet de remplacement pour les lignes de produits WebPlus et MoviePlus dans la gamme Affinity,,.
Le 9 novembre 2022, Serif Europe présente la version 2 de sa suite logicielle.  La nouvelle version est proposée au tarif de 179,89 € pour la trilogie universelle (Affinity Designer, Affinity Photo et Affinity Publisher) compatible avec Windows, macOS et iPadOS, un tarif pouvant être inférieur en période de promotion, rompant ainsi avec une de ses promesses initiales, la mise à jour gratuite à vie des logiciels. La version 1.10 n’est plus prise en charge, mais il reste possible — et recommandé — de la mettre à jour vers une version ultérieure de la série 1, celles-ci continuant de recevoir des mises à jour en cas de modification du système d’exploitation.
Le 26 mars 2024, le président d’Affinity, Ashley Hewson, annonce par courriel le rapprochement entre Affinity et Canva par le rachat du premier par le second. Un communiqué de presse détaillant la collaboration future est publié le lendemain,.

## Les produits actuels

### Affinity Designer
Affinity Designer est le logiciel de la suite orienté illustration et dessin vectoriel. Il a été lancé en 2014. Il existe pour Windows, macOS, et iPad.

### Affinity Photo
Affinity Photo est le logiciel pour retouche et composition de photographie. Celui-ci est sorti en 2015. Il existe pour Windows, macOS, et iPad.

### Affinity Publisher
Affinity Publisher est le logiciel de la suite orienté pagination de document numérique et impression. Il est sorti le 19 juin 2019. Il existe pour Windows, macOS, et iPad.

## Anciens logiciels
- PagePlus, logiciel de publication assistée par ordinateur pour Windows (remplacé par Affinity Publisher).
- PhotoPlus (en), logiciel de retouche d’image pour Windows (remplacé par Affinity Photo).
- DrawPlus (en), logiciel de dessin vectoriel pour Windows (remplacé par Affinity Designer).
- WebPlus (en), logiciel de création de pages web pour Windows.
- MoviePlus (en), logiciel de montage vidéo numérique pour Windows.
- Digital Scrapbook Artist (en), logiciel de scrapbooking numérique pour Windows.
- CraftArtist, logiciel de scrapbooking numérique pour Windows.
- PanoramaPlus, logiciel d’assemblage de photographies pour Windows Windows.
- PhotoStack, logiciel d’édition et d’organisation d’images pour Windows.
- AlbumPlus, gestionnaire d’images pour Windows.
- Scan, Stitch, and Share, logiciel de mosaïques de documents pour Windows.
- FontManager, gestionnaire de polices pour Windows.